# Qitmit
Qitmit, ou Horvat Qitmit (en hébreu חורבת קיטמית), est un site archéologique du Néguev, en Israël. Il se trouve au sud de Tel Arad, à mi-chemin entre les villes d'Arad et de Dimona.
Le site a été découvert pendant le printemps 1979 lors de prospections archéologiques dans le secteur de Tel Malhata dirigées par le professeur Itzhaq Beit-Arieh.
Qitmit se trouve au sommet d’une colline au-dessus du nahal Qitmit. Il n’a connu qu’une seule période d’occupation (fin VIIe début VIe siècle av. J.-C.). Le site se compose de deux complexes. Le premier est une structure rectangulaire de 10,5 × 5 m comprenant trois pièces, une bāmâ (une plate-forme cultuelle) entourée par une enceinte, un bassin et un autel, lui aussi entouré par une enceinte. Le second complexe est situé à 15 m au nord du premier. Il est entouré d’un mur massif de 1,2 m d’épaisseur et possède plusieurs pièces et une cour à ciel ouvert.
De nombreuses figurines, statues et objets cultuels ont été retrouvés sur le site, notamment dans le premier complexe. Trois des six inscriptions découvertes à Qitmit se réfèrent au dieu Qôs. Un sceau porte le nom de « Shubnaqos »; ce nom est construit de la même manière que « Shebnayahou », serviteur du roi Ozias, avec l’élément théophore « Qos » à la place de « Yahu ».
Qitmit est interprété par les archéologues comme un sanctuaire, peut-être établi par les Édomites lors de leur expansion dans le Néguev. Cette interprétation de Qitmit comme un sanctuaire spécifiquement édomite est cependant contestée. Il a été suggéré que le sanctuaire ait pu servir à différentes populations, le long d'une route commerciale au sud du royaume de Juda reliant l'Arabie à la Méditerranée.

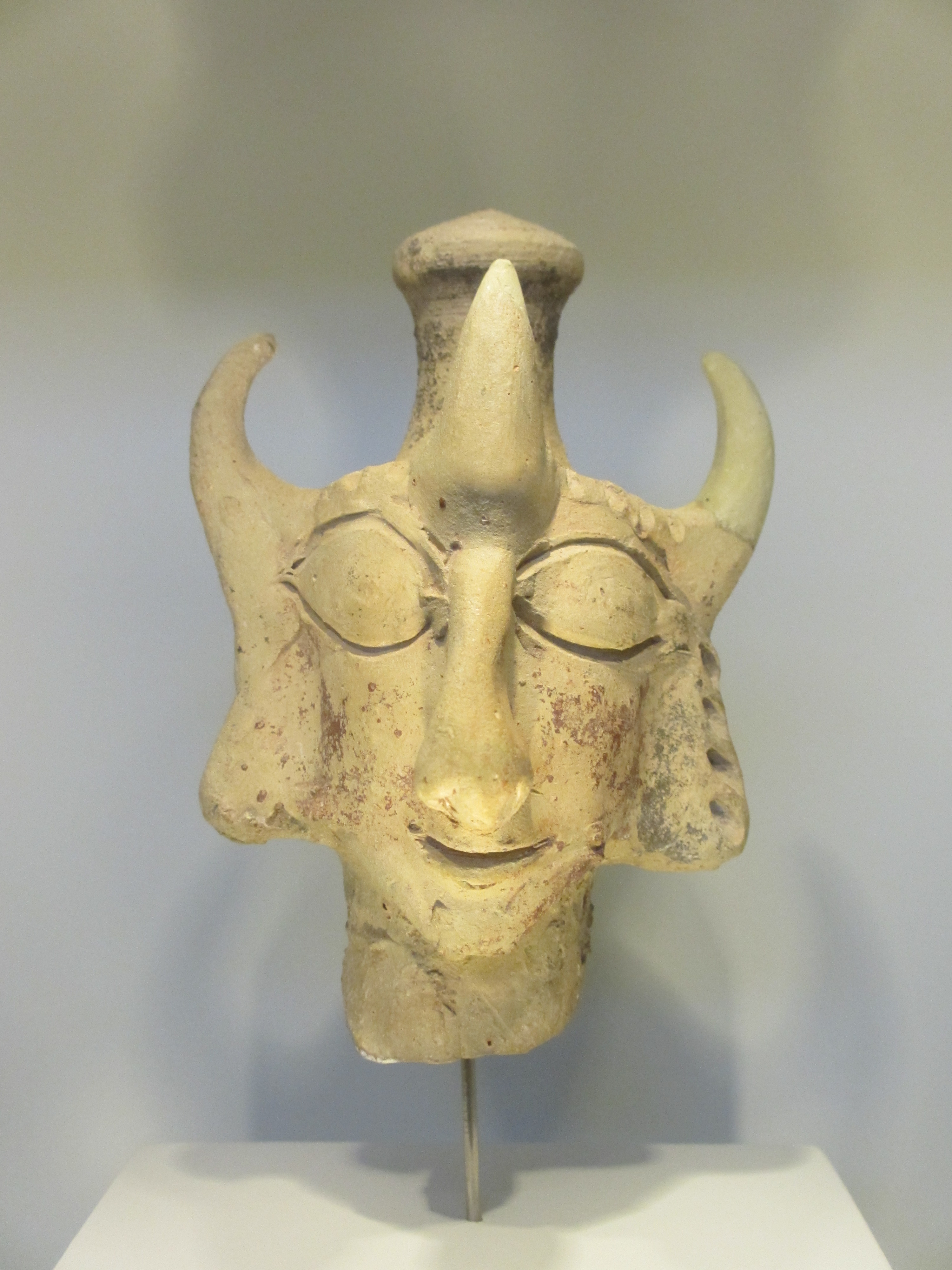
Déesse à trois cornes
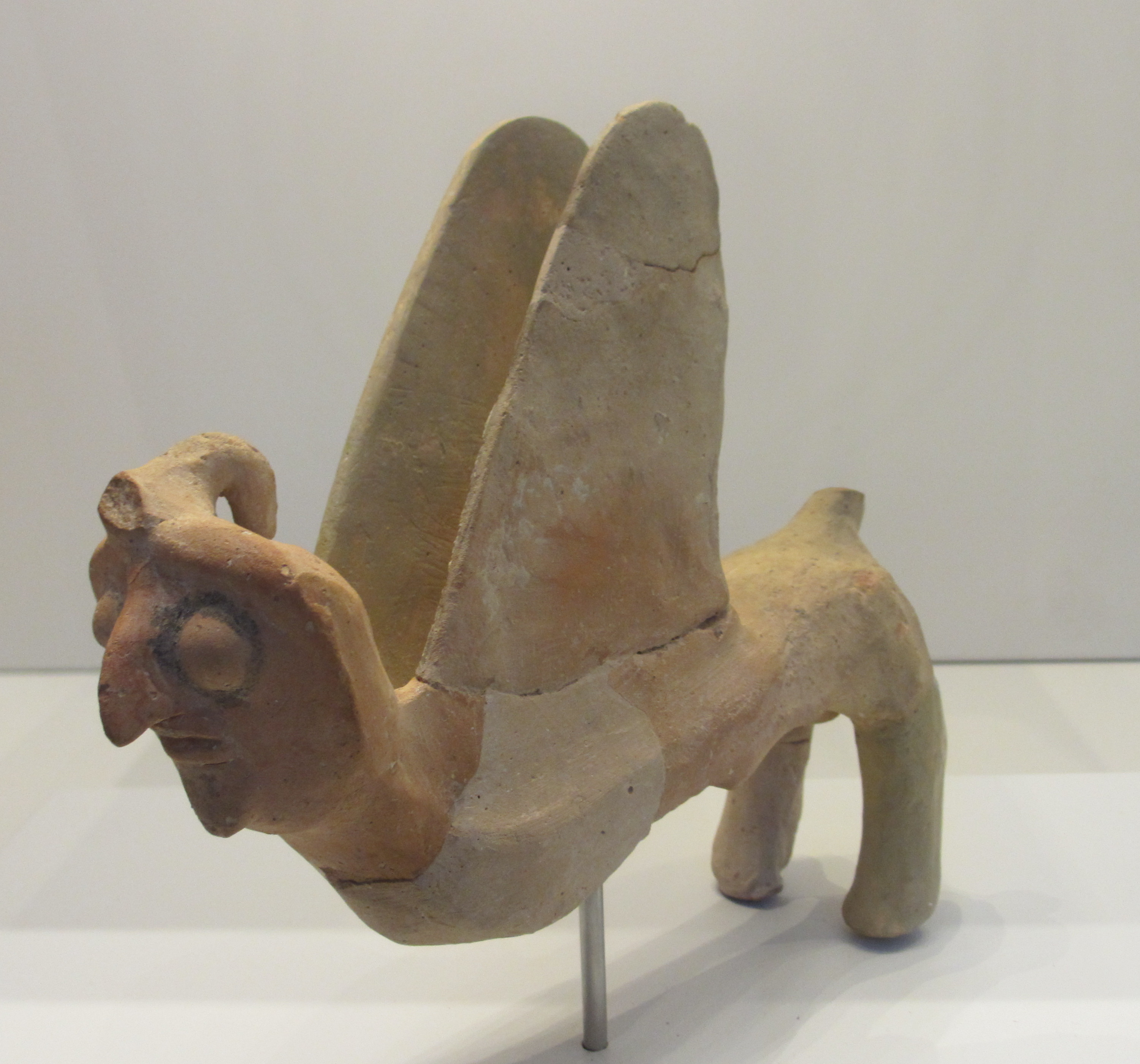
Sphinx à tête humaine
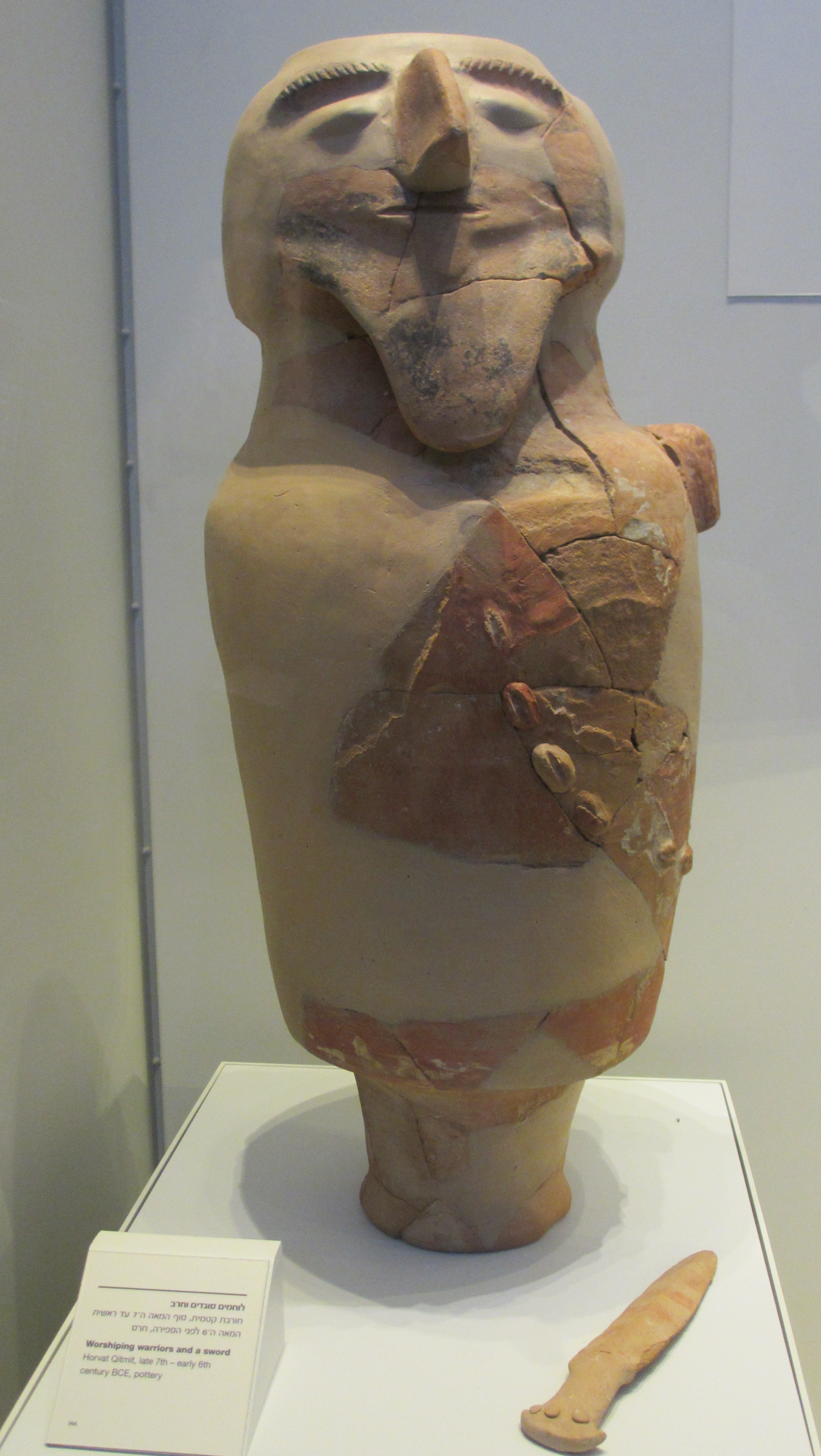
Poterie anthropomorphe